# Avro Canada TR.5 Orenda
L’Avro Canada TR.5 Orenda est le premier turboréacteur de production de la division turbines à gaz du motoriste canadien Avro Canada (en). D'une conception similaire à celle des premiers turboréacteurs existants, tels les Rolls-Royce Avon ou General Electric J47, l’Orenda a toutefois surpassé ses rivaux dans la plupart des domaines, et les Canadair Sabre motorisés par des Orendas furent parmi les plus rapides de tous les chasseurs à réaction de première génération. Plus de 4 000 Orendas de plusieurs versions furent livrés au cours des années 1950, ce qui en fit le plus gros succès d'Avro au niveau motorisation.

## Développement
La conception de l'Orenda démarra au cours de l'été 1946, lorsque la Royal Canadian Air Force (RCAF) passa une commande à Avro Canada pour un nouveau chasseur tout-temps pouvant opérer de jour comme de nuit. Pour propulser ce concept, Avro décida de construire ses propres moteurs. Ils venaient d'ailleurs récemment d'acheter la société Turbo Research, une ancienne entreprise d'état installée à Leaside, Toronto, pour développer des moteurs à réaction.
Turbo Research était alors à mi-parcours de la conception de son premier moteur, le TR.4 Chinook, de 13 kN de poussée, qui pouvait facilement être agrandi pour convenir au nouveau chasseur en cours de conception. Il fut toutefois décidé de continuer à travailler sur le Chinook afin d'accumuler de l'expérience, même si la société n'avait aucunement l'intention de le produire en série.
Alors que le travail sur le Chinook continuait, la toute fraîchement créée « Gas Turbine Division » d'Avro démarra les travaux pour concevoir le plus gros moteur (de 27 kN de poussée) nécessaire pour le contrat de la RCAF. Winnett Boyd (en) démarra la conception détaillée en automne 1946, et un contrat formel fut reçu en avril 1947. La seule modification majeure qui fut appliquée au concept initial fut l'ajout d'un dixième étage en acier inoxydable au compresseur, et le changement du matériau du troisième étage, qui était en aluminium, pour le passer également à l'acier. Les travaux de conception furent achevés le 15 janvier 1948, juste avant la première mise en route du moteur Chinook, le 17 mars 1948. Pendant la phase de conception, Joseph Lucas, au Royaume-Uni, reçut un contrat pour aider l'équipe à concevoir la chambre de combustion, ce qui mena à un léger retard dans le programme, car il fallut utiliser une chambre plus longue que celle prévue initialement. Le TR-5 résultant fut désigné « Orenda », un mot iroquois signifiant « Âme indienne sur le droit chemin »
Avec l'expérience acquise sur le Chinook, et grâce au fait que les deux concepts étaient proches sur bien des points, les progrès sur l'Orenda furent rapides. Les premières pièces arrivèrent en 1948, et le premier moteur fut assemblé puis démarré pour la première fois le 8 février 1949. Avro était si confiante en ce concept qu'elle invita des officiels de haut-rang de la RCAF et du gouvernement canadien à venir voir de leurs propres yeux ce tout premier test, qui s'est déroulé sans anicroche après la résolution d'un problème électrique mineur. Dans les deux mois qui suivirent, le moteur avait déjà passé les 100 heures de fonctionnement, et il atteignit le 10 mai sa poussée prévue de 27 kN. À cette période, il était le turboréacteur le plus puissant au monde, bien que ce record de poussée fut rapidement rattrapé par le Rolls-Royce Avon RA.3 l'année suivante.
Le 1er juillet, il passa le cap des 500 heures de fonctionnement, dont 477 avaient été effectuées avant de nécessiter une révision. En septembre de la même année, il était sur le point de passer le cap des 1 000 heures lorsqu'une veste de technicien (qui contenait des lames de rasoir) fut aspirée complète par le moteur. Dès lors les tests furent effectués avec une série de grilles de protection en métal devant l'entrée d'air afin d'éviter de reproduire ce phénomène d'ingestion de corps étrangers. Après avoir réparé les dommages subis, le moteur retourna aux essais, désormais rejoint par deux nouveaux exemplaires fraîchement assemblés de l'Orenda 1. Ensemble, ils passèrent le cap des 2 000 heures de fonctionnement le 10 février 1950. À ce moment-là, un problème de criques de fatigue structurelles dans les septièmes et huitièmes étages du compresseur fit apparition, ce qui imposa aux ingénieurs de les redessiner et de les concevoir plus résistants. Cette modification résolut le problème et au mois de juillet les trois moteurs avaient passé le cap des 3 000 heures de fonctionnement.
Les tests en vol démarrèrent avec un Avro Lancaster modifié (s/n FM-209,,), l'un des nombreux Mk.10 construits à l'usine Victory Aircraft (désormais Avro) pendant la guerre. Les deux moteurs Rolls-Royce Merlin extérieurs furent remplacés par des Orendas, et le nouvel avion prit l'air le 10 juillet. Les pilotes d'essais d’Avro prirent beaucoup de plaisir à piloter cet appareil au-dessus du lac Ontario jusqu'à la zone de Buffalo, près de New York, où ils purent aisément distancer les P-47 Thunderbolt de l’Air National Guard qui furent envoyés l'identifier. Lors d'un accident pendant un meeting aérien, les quatre moteurs de l'avion furent éteints en vol par erreur, mais grâce au court temps de redémarrage des Orendas, l'avion put éviter l'accident.En juillet 1954, à la fin de cette phase de tests, l'avion avait accompli 500 heures de vol dans cette configuration. Il fut malheureusement détruit dans un feu de hangar le 24 juillet 1956.

### Production
L’Orenda 2 fut le premier modèle de production, passant ses tests de qualification en février 1952. Cette version montra de nouvelles criques de fatigue dans le neuvième étage du compresseur, et des mesures de renforcement furent appliquées comme celles qui avaient été faites pour le premier modèle. Avant même d'être qualifié, le moteur fut installé dans l'Avro CF-100 et vola le 20 juin 1952, avec un escadron d'avions Mk.2 de pré-production entrant en service dans la RCAF le 17 octobre. L’Orenda 3 fut similaire, mais avait subi de nombreuses modifications lui permettant d'être installé dans le Sabre à la place du J47. Un exemplaire fut produit et envoyé à North American Aviation.
Le premier vrai modèle de production fut l’Orenda 8, qui fut le groupe propulseur du CF-100 Mk.3. Ce modèle vola pour la première fois en septembre 1952 et entra en service en 1953. Il fut rapidement suivi par le Mk.4 propulsé par l’Orenda 9, qui vola le 11 octobre 1952, puis par le Mk.4A armé de roquettes équipé de l’Orenda 11 de 33 kN de poussée. L’Orenda 11 demandait un plus gros débit d'air à travers le moteur et fut donc équipé d'un second étage de turbine pour entraîner le compresseur plus imposant. Le 11 allait devenir la première version de production pour le CF-100, propulsant le Mk.4A et toutes les versions suivantes, avec plus de 1 000 moteurs produits.
Alors que les travaux sur le CF-100 continuaient, la RCAF commença à chercher un nouveau chasseur de jour, et sélectionna finalement le F-86 Sabre de North American,. Un seul Sabre 3 fut construit avec un moteur Orenda 4, avec des performances similaires à celle des modèles américains. La production se tourna ensuite vers le Sabre 5, avec l’Orenda 10, puis vers le Sabre 6, avec l’Orenda 14 de 32,36 kN dérivé de l’Orenda 11. Le Sabre résultant fut à la fois plus léger et plus puissant que ses congénères à moteur J47, et parvint à établir une série de records de vitesse aérienne. La plus notable d'entre elles fut le vol supersonique de Jacqueline Cochran dans l'unique exemplaire de Sabre 3, que Canadair lui prêta pour l'évènement. Canadair construisit un total de 1 815 Sabres, 937 d'entre-eux étant équipés de moteurs Orenda. Plusieurs exemplaires, notamment chez Boeing, servaient encore dans les années 1970.
Le moteur eut un tel succès que la « Gas Turbine Division » de la compagnie Avro fut renommée Orenda Engines (en), lorsque Hawker Siddeley réorganisa ses acteurs canadiens en 1955. Vers 1953 l’Orenda aurait dû être rejoint par un moteur dans la gamme des 44 kN, le « Waconda ».

## Caractéristiques
Côté architecture, l'Orenda était plutôt conventionnel, construit avec trois parties principales : Compresseur, chambre de combustion et turbine/tuyère.
À l'avant se situait la section du compresseur, contenant le compresseur axial à dix étages à l'intérieur d'un bouclier en alliage de magnésium. Ce bouclier était usiné avec des cavités qui maintenaient en place les stators. À l'avant du compresseur était installé un cône de nez proéminent contenant le roulement principal avant. Quatre ailettes guides maintenaient le cône en place, avec un arbre de transmission passant à l'intérieur de l'une d'entre-elles pour entraîner le groupe d'accessoires monté sur le dessus de l'ensemble. Le cône de nez contenait également le moteur électrique de démarrage, qui agissait ensuite comme une génératrice, une fois que le moteur était allumé et stabilisé en fonctionnement. Les moteurs utilisés dans le CF-100 contenaient également une invention canadienne unique, deux ailettes proéminentes à l'extrême avant du moteur, qui pulvérisaient de l'alcool à l'intérieur de l'entrée d'air pour agir comme système de dégivrage. Les CF-100 disposaient également des cages anti-débris mentionnées plus tôt.
Le compresseur avait dix étages axiaux de construction mixte aluminium et acier. Dans les Orendas originaux des versions 8, 9 et 10, le taux de compression était de 5,5 : 1, comparé au taux de 3,5 des moteurs conçus en temps de guerre. L'ensemble consistait en trois disques d'aluminium contenant les neuf premiers étages, et un disque d'acier boulonné à la fin, maintenant le dixième disque de compresseur. Le carénage central maintenait l'arbre de transmission turbine/compresseur et était fait d'alliage de magnésium. Autour se situaient les six tubes à flamme indépendants assurant la combustion du mélange air/carburant.
La turbine était faite d'ailettes solides en Inconel attachées à un autre carénage. Elles étaient refroidies par de l'air sous pression prélevé au niveau du cinquième étage du compresseur et transmis par des tuyaux vers l'avant de la turbine. Ces tuyaux étaient installés entre les tubes à flamme. La section de tuyère était faite de feuilles d'acier soudées entre-elles.

## Versions

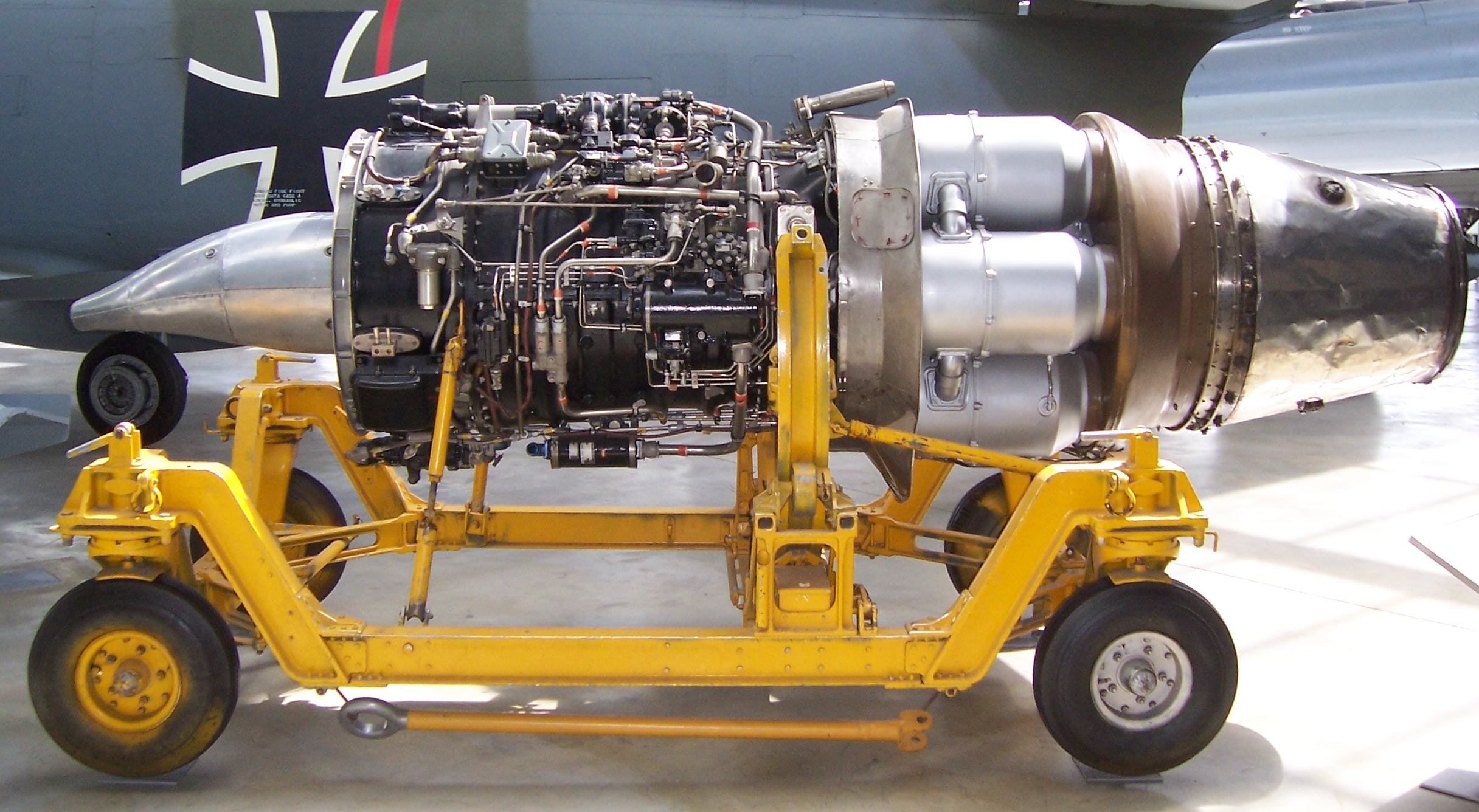
Orenda 14

- Orenda 1 : Prototypes originaux, 27 kN de poussée ;
- Orenda 2 : Premier modèle de production ;
- Orenda 3 : Un Orenda 1 modifié pour être installé dans un North American F-86A Sabre, devenant le premier  Orenda à voler sur sa propre puissance[1] ;
- Orenda 8 : Fiabilité améliorée, 27 kN de poussée ;
- Orenda 9 : Poussée augmentée, 29 kN, il imposa quelques changements sur les nacelles ;
- Orenda 10 : Orenda 9 adapté au Sabre ;
- Orenda 11 : Version de production principale pour le CF-100, 33 kN de poussée ;
- Orenda 14 : Similaire à l'Orenda 11, 32,36 kN de poussée, utilisé à la fois sur le CF-100 et le Sabre ;
- Orenda 17 : Version combinant le compresseur du 9 avec la turbine du 11, en plus d'une postcombustion, 37,8 kN avec PC.

## Applications
- Avro Canada CF-100 Canuck
- Canadair Sabre